# Randall White
Randall Keith White (Fairview, 1952 – Les Farges, 4 luglio 2022) è stato un antropologo canadese con cittadinanza statunitense.

## Biografia
Fra le sue pubblicazioni si ricorda The Women of Brassempouy: A century of research and interpretation, uscito nel 2006, che tratta delle Veneri preistoriche di Brassempouy, in Francia.